# Паттен (Мен)
Паттен (англ. Patten) — місто (англ. town) в США, в окрузі Пенобскот штату Мен. Населення — 881 особа (2020).

## Демографія
Згідно з переписом 2010 року, у місті мешкало 1017 осіб у 447 домогосподарствах у складі 283 родин. Було 565 помешкань
Расовий склад населення:
| - 98,9 % — білих - 0,1 % — корінних американців - 0,1 % — азіатів |

До двох чи більше рас належало 0,9 %. Частка іспаномовних становила 0,1 % від усіх жителів.
За віковим діапазоном населення розподілялося таким чином: 19,6 % — особи молодші 18 років, 57,6 % — особи у віці 18—64 років, 22,8 % — особи у віці 65 років та старші. Медіана віку мешканця становила 47,6 року. На 100 осіб жіночої статі у місті припадало 95,6 чоловіків;  на 100 жінок у віці від 18 років та старших — 92,9 чоловіків також старших 18 років.
Середній дохід на одне домашнє господарство  становив 43 743 долари США (медіана — 35 781), а середній дохід на одну сім'ю — 58 101 долар (медіана — 55 875). Медіана доходів становила 40 750 доларів для чоловіків та 40 833 долари для жінок. За межею бідності перебувало 15,5 % осіб, у тому числі 29,3 % дітей у віці до 18 років та 5,4 % осіб у віці 65 років та старших.
Цивільне працевлаштоване населення становило 389 осіб. Основні галузі зайнятості: освіта, охорона здоров'я та соціальна допомога — 48,1 %, роздрібна торгівля — 12,3 %, будівництво — 10,3 %.

## Відомі люди
- Гледіс Джордж (1904 — 1954) — американська актриса.